# Concordia Chiajna
Concordia Chiajna – rumuński klub piłkarski z siedzibą w Chiajnie.

## Historia
Club Sportiv Concordia Chiajna została założona w 1957. Przez wiele lat klub występował w niższych klasach rozgrywkowych. W 2007 Concordia po raz pierwszy wygrała rozgrywki Liga III i awansowała do Ligi II. W sezonie 2010/2011 zajął 2. miejsce w drugiej lidze i po raz pierwszy w historii awansował do rumuńskiej ekstraklasy.

## Sukcesy
- Liga II
  - wicemistrzostwo (1): 2010/2011
- Liga III
  - mistrzostwo (1): 2006/2007
- Cupa Ligii
  - finał (1): 2015/2016

## Skład na sezon 2017/2018
| Nr | Poz. | Piłkarz                    |
| -- | ---- | -------------------------- |
| 1  | BR   | Armantas Vitkauskas        |
| 3  | OB   | Cristian Albu              |
| 5  | PO   | Dan Bucșa                  |
| 6  | PO   | Andrei Prepeliță           |
| 7  | PO   | Claudiu Bumba              |
| 8  | PO   | Răzvan Grădinaru           |
| 11 | NA   | Tha’er Bawab               |
| 13 | PO   | Stjepan Babić              |
| 14 | OB   | Nicușor Fota               |
| 16 | BR   | Alessandro Caparco         |
| 17 | OB   | Alexandru Stănică          |
| 18 | PO   | Marian Cristescu (kapitan) |
| 19 | OB   | Andrei Patache             |

| Nr | Poz. | Piłkarz                              |
| -- | ---- | ------------------------------------ |
| 20 | OB   | Ștefan Bărboianu                     |
| 22 | PO   | Nivaldo                              |
| 23 | OB   | Dan Panait (wypożyczony z Viitorulu) |
| 24 | NA   | Florin Cioablă                       |
| 26 | NA   | Cristian Bud                         |
| 28 | OB   | Manassé Enza-Yamissi                 |
| 29 | NA   | Paul Batin                           |
| 30 | NA   | Marius Pena                          |
| 44 | OB   | Vladimir Georgescu                   |
| 73 | OB   | Andrei Marc                          |
| 97 | PO   | Ronaldo Deaconu                      |
| 98 | PO   | Ovidiu Marin                         |
| 99 | BR   | Alexandru Costache                   |